# Chaetophiloscia lagoi
Chaetophiloscia lagoi är en kräftdjursart som först beskrevs av Arcangeli 1935.  Chaetophiloscia lagoi ingår i släktet Chaetophiloscia och familjen Philosciidae. Inga underarter finns listade i Catalogue of Life.